# ایو دلاژ
ایو دلاژ (به فرانسوی: Yves Delage)،(زاده ۱۳ مه ۱۸۵۴ – درگذشته ۷ اکتبر ۱۹۲۰) جانورشناس فرانسوی است که به خاطر کار بر روی فیزیولوژی و کالبدشناسی بی‌مهرگان شناخته شده‌است. او همچنین بخاطر ثبت و آماده‌سازی سخنرانی در مورد کفن تورین مشهور است، در این سخنرانی او در مورد اعتبار کفن تورین بحث می‌کند. دلاژ تخمین می‌زند که احتمال این که تصویر روی کفن توسط بدن مسیح ایجاد نشده باشد ۱ در ۱۰ میلیارد است.

## زندگی‌نامه
دلاژ در ۱۳ مه ۱۸۵۴ در اوینیون زاده شد. در ۱۹۰۱ رئیس مرکز پژوهشی و تدریس زیست‌شناسی دریایی و اقیانوس‌نگاری فرانسه شد. از ۱۹۰۲ استاد جانورشناسی دانشگاه سوربن پاریس شد. دلاژ آزمایش‌های مؤثری بر روی لقاح تخم توتیای دریایی انجام داد.
دلاژ منتقد داروینیسم و بدنبال نوعی لامارکیسم جدید بود.